# Christopher Beckmann
Christopher Beckmann (ur. 9 października 1986 w Albany) – amerykański narciarz alpejski, dwukrotny medalista mistrzostw świata juniorów.

## Kariera
Po raz pierwszy na arenie międzynarodowej Christopher Beckmann pojawił się 24 stycznia 2002 roku, kiedy nie ukończył zawodów FIS Race w supergigancie w Sugarloaf. W 2004 roku wystartował na mistrzostwach świata juniorów w Marborze, gdzie jego najlepszym wynikiem było szóste miejsce w zjeździe. Na rozgrywanych rok później mistrzostwach świata juniorów w Bardonecchii zdobył srebrny medal w tej konkurencji, przegrywając tylko z Rokiem Perko ze Słowenii. Ostatnie sukcesy w tej kategorii wiekowej osiągnął podczas mistrzostw świata juniorów w Québecu, gdzie zwyciężył w zjeździe, a w supergigancie był piąty.
W zawodach Pucharu Świata zadebiutował 26 listopada 2005 roku w Lake Louise, zajmując 53. miejsce w zjeździe. Pierwsze pucharowe punkty zdobył 15 marca 2006 roku w Åre, zajmując dziewiętnaste miejsce w tej samej konkurencji. Nigdy nie stanął na podium zawodów pucharowych; nigdy więcej nie zdobył także punktów. Najlepsze wyniki osiągał w sezonie 2005/2006, kiedy zajął 148. miejsce w klasyfikacji generalnej. Nigdy nie wystartował na mistrzostwach świata ani igrzyskach olimpijskich.

## Osiągnięcia

### Mistrzostwa świata juniorów
| Miejsce | Dzień     | Rok  | Miejscowość  | Konkurencja | Czas biegu  | Strata   | Zwycięzca         |
| ------- | --------- | ---- | ------------ | ----------- | ----------- | -------- | ----------------- |
| 6.      | 10 lutego | 2004 | Maribor      | Zjazd       | 1:09,61 min | +0,70 s  | Romed Baumann     |
| 57.     | 12 lutego | 2004 | Maribor      | Supergigant | 1:17,49 min | +3,96 s  | Hans Olsson       |
| 53.     | 13 lutego | 2004 | Maribor      | Gigant      | 2:17,40 min | +7,29 s  | Jeffrey Harrison  |
| DNF2    | 14 lutego | 2004 | Maribor      | Slalom      | 1:33,33 min | -        | Raphael Fässler   |
| 2.      | 23 lutego | 2005 | Bardonecchia | Zjazd       | 1:25,58 min | +0,20 s  | Rok Perko         |
| 14.     | 25 lutego | 2005 | Bardonecchia | Supergigant | 1:25,20 min | +0,94 s  | Michael Gmeiner   |
| 1.      | 2 marca   | 2006 | Québec       | Zjazd       | 1:27,26 min | -        | -                 |
| 5.      | 4 marca   | 2006 | Québec       | Supergigant | 1:11,81 min | +0,31 s  | Michael Sablatnik |
| 30.     | 5 marca   | 2006 | Québec       | Slalom      | 1:32,98 min | +9,66 s  | Mikkel Bjørge     |
| 66.     | 6 marca   | 2006 | Québec       | Gigant      | 2:20,50 min | +21,67 s | Stefan Guay       |

### Puchar Świata

#### Miejsca w klasyfikacji generalnej
- sezon 2005/2006: 148
- sezon 2006/2007: -

#### Miejsca na podium w zawodach
Beckmann nigdy nie stanął na podium zawodów PŚ.